# Movimiento de Intransigencia y Renovación
El Movimiento de Intransigencia y Renovación (MIR) fue una agrupación política interna de la Unión Cívica Radical de la Argentina, creada en 1945, que se caracterizó por desarrollar un pensamiento político de centro-izquierda, fundado en una reinterpretación del nacionalismo de Hipólito Yrigoyen. Sus integrantes se identificaron con la intransigencia política que caracterizó tanto el accionar de Leandro Alem como de Hipólito Yrigoyen, y se llamaron a sí mismos intransigentes.

## Antecedentes
Los orígenes del Movimiento de Intransigencia y Renovación se remontan a la llamada década infame, nombre con el que se conoce a la serie de gobiernos que asumieron a partir del golpe militar que derrocó al presidente constitucional Hipólito Yrigoyen el 6 de septiembre de 1930.
A raíz del derrocamiento y encarcelamiento de Yrigoyen, la Unión Cívica Radical pasó a ser dirigido por Marcelo T. de Alvear y un grupo de dirigentes, que se caracterizaron por sostener posiciones conservadoras. Este enfoque del radicalismo argentino fue conocido como "alvearismo" o "unionismo".
En la segunda mitad de la década del '30 comenzó a tomar cuerpo una reivindicación actualizada de las ideas y actos de gobierno de Hipólito Yrigoyen, quien ocupara la presidencia entre 1916-1922, y 1928-1930. Existe amplio consenso en atribuir a Moisés Lebensohn la responsabilidad de haber desarrollado extensamente las bases de este pensamiento que puede definirse como "nacionalismo yrigoyenista". De todos modos, debe considerarse que tanto los aportes del grupo radical FORJA, así como la acción de gobierno de Amadeo Sabattini en Córdoba (1936-1940), contribuyeron también a dar forma al radicalismo intransigente.

## Origen
El 4 de abril de 1945 un amplio grupo de dirigentes radicales opositores al unionismo que dirigía la UCR, se reunieron en la entonces ciudad de Avellaneda, corazón del cordón industrial de la ciudad de Buenos Aires, para debatir y consensuar las bases políticas para un programa de centro-izquierda y nacionalista, que pudiera dar respuesta a las nuevas realidades sociales, económicas y políticas que el acentuado proceso de industrialización estaba produciendo en la Argentina. El resultado fue la Declaración de Avellaneda, un documento histórico que se constituyó en una de las bases ideológicas de la Unión Cívica Radical.
Poco después, el 1 de noviembre de 1945 estos dirigentes radicales se reunieron en Rosario para constituir el Movimiento de Intransigencia y Renovación (MIR).
Entre los radicales que integraron y fundaron el MIR hay que mencionar a: Arturo Frondizi, Ricardo Balbín, Crisólogo Larralde, Moisés Lebensohn, Oscar Alende, Juan Gauna, Raúl Rabanaque Caballero, Arturo Illia, Silvano Santander, Francisco Rabanal. Luego adherirían también Ricardo Rojas, Adolfo Güemes, Elpidio González, Ernesto Giuffra, Miguel Mario Campero, Federico Monjardín, entre otros.
Amadeo Sabattini, simpatizaría con el MIR y se mantendría cercano, pero autónomo y con una posición algo más moderada.

## Posición política del MIR
En una breve síntesis la Declaración de Avellaneda sostiene:
- partir de "los ideales de la argentinidad"
- reivindicar a la Unión Cívica Radical como "la irrupción del pueblo en la escena política de la Nación"
- En lo político: reafirmación de la democracia, rechazo de los regímenes corporativos, y defensa del sistema municipal.
- En lo económico: reforma agraria, la nacionalización de los servicios públicos y monopolios, y libertad de inmigración.
- En lo social: legislación protectora de los trabajadores, enseñanza gratuita y laica en todos los ciclos, y defensa de los principios de la Reforma Universitaria.
- Dar absoluta prioridad a la defensa de la intangibilidad de las libertades individuales
- En lo partidario: depurar la UCR, sostener el compromiso de no dividirla y oponerse a toda alianza con otras fuerzas políticas.

Las políticas que los intransigentes del MIR estaban insertando en la vida política argentina tenía fuertes puntos de contacto con las medidas económicas y sociales que ya entonces había comenzado a implementar el peronismo y los sindicatos, pero se diferenciaban en lo político por el fuerte acento puesto en la profundización de la democracia.

## Acción política
Los intransigentes del MIR se opusieron a la estrategia política que los unionistas al mando de la UCR decidieron llevar adelante en 1945, frente a la aparición del peronismo. Los unionistas optaron por una estrategia de confrontación dura con el peronismo, negándole toda legitimidad para actuar, y asimilándolo al fascismo-nazismo. A tal fin contribuyeron a formar una gran alianza antiperonista, que se denominó la Unión Democrática, en la que participaban los partidos conservadores, comunista, socialista, las grandes organizaciones empresariales, e incluso la embajada de los Estados Unidos. Esta alianza contaba con la abierta simpatía de la clase alta y la mayor parte de las clases medias, pero con la evidente antipatía de los nuevos trabajadores industriales que provenía de las grandes corrientes migratorias internas que estaban sucediendo en esos tiempos.
Por el contrario, los intransigentes, en minoría entonces en la UCR, proponían apoyar al peronismo en el impulso de las medidas socialmente progresistas y económicamente nacionalistas e industrialistas que estaba llevando adelante, y concentrar la crítica en los aspectos no democráticos del peronismo.
La contundente e inesperada derrota de la Unión Democrática en las elecciones de 1946, que permitió a Juan Perón acceder a la presidencia constitucional del país, debilitó al unionismo y permitió a los intransigentes asumir la conducción de la UCR durante el gobierno peronista.
Dos intransigentes, Ricardo Balbín y Arturo Frondizi, fueron elegidos para conducir el bloque de diputados radicales, conocido como Bloque de los 44, que se constituyó en la conducción de hecho de la UCR, luego de la derrota de 1946. Por su parte Los unionistas intentaron mantener el control del partido oponiéndose al voto directo y evitando la presencia de los intransigentes en los cargos partidarios.
Para 1947 la UCR se encontraba de hecho dividida en dos: los unionistas convocabron al Comité Nacional, sin presencia intransigente, y en respuesta estos últimos realizaron el Congreso del MIR en Avellaneda, en el cual adoptaron como programa para la UCR la Declaración de Avellaneda y aprobaron un documento titulado "Declaración Política", redactado por Lebensohn, que ponía en evidencia la profunda fractura interna que afectaba al radicalismo: 

El advenimiento de éste régimen fue posible sólo por la crisis del radicalismo, que trajo la crisis de nuestra democracia. Sus direcciones accidentales habíanse apartado de su deber histórico. Soslayaron la lucha contra las expresiones nacionales e internacionales del privilegio y favorecieron de este modo su predominio en la vida argentina. La infiltración de tendencias conservadoras pospuso la defensa combativa de los derechos vitales del hombre del pueblo y de las exigencias del desarrollo nacional, a las conveniencias particulares de un sistema de intereses creados adueñados de los resortes de la producción. Este sistema jamás reflejó el pensamiento del radicalismo. Pudo mantenerse bloqueando la voluntad de los afiliados a quienes excluyó de las resoluciones fundamentales y mediante la invocación de sentimientos de solidaridad, agitados como escudo para proteger su política de hechos consumados, en los trances de reacción provocados por sus defecciones. Así este sistema, desleal al país, sofocó las persistentes demandas de rectificación, alejó a la juventud, creó el clima de la decepción popular, desarmó el espíritu del hombre del común y precipitó la situación actual, prestando la mayor contribución al establecimiento de los discrecionalismos que desde 1930 humillan a la República.

La UCR enfrenta la última etapa de su crisis en esta hora de reconstrucción, que queremos profunda. Plantea un dilema decisivo en la suerte del país: o un partido que podría llevar su nombre, pero en negación del espíritu radical, que es lo que ansían los intereses conservadores, o sea, la permanencia del drama argentino; o un radicalismo fiel a su origen y a su entraña popular, cual lo sienten los argentinos con vocación de justicia. Sólo un radicalismo de este sentido, renovado y reestructurado con nuevas ideas y nuevos procedimientos, que recoja el aliento de la época y la voluntad de elevar el contenido moral de nuestra vida pública, podrá realizar el país del mañana, forjar el progreso nacional y el bienestar social y edificar un régimen de verdadera libertad y de verdadera justicia, que contemple como valores esenciales a la dignidad y al pleno desarrollo de la vida y la felicidad de cada ser humano.

En el Congreso del MIR de 1947, los intransigentes aprobaron también el "Ideario", una vez más elaborado por Moisés Lebensohn que establece:

1. Reivindicación de las bases federalistas y comunales;
2. Reforma política. Sufragio femenino, neutralidad política de la administración y entes autárquicos; 
3. Democratización de la cultura. Reposición de la Reforma Universitaria (1919) y de la Ley 1420 (1884); 
4. Democracia económica. Control de la economía sobre la base de un planeamiento fijado por los órganos representativos de la voluntad popular que coloque a la riqueza natural, la producción, el crédito, las industrias, el consumo y el intercambio internacional al servicio del pueblo y no de minorías. 
5. Nacionalización de los servicios públicos, energía, transporte, combustibles y de aquellas concentraciones capitalistas que constituyen "carteles" o monopolios, resguardando en tal forma al ámbito de la iniciativa privada en su realidad creadora. 
6. Democratización industrial. Participación de técnicos, empleados y obreros, en la dirección y utilidades. Libertad sindical y derecho de huelga. 
7. Reforma agraria inmediata y profunda, que coloque a la tierra, que no debe ser una mercancía, al servicio de la sociedad y el trabajo. 
8. Reforma social que garantice a los habitantes: trabajo rígido y remunerado con dignidad, como deber esencial del Estado; nivel de vida decoroso; vivienda higiénica; protección de la salud como función social, acceso a la cultura. Régimen de la seguridad social que comprenda a toda la población durante el transcurso de la existencia humana: subsidios para la niñez, la educación, las enfermedades, la invalidez, desocupación y nupcialidad; seguro social; 
9. Reforma financiera que haga incidir la carga impositiva sobre las grandes rentas y sobre la valoración producida por el trabajo colectivo. 
10. Política tendiente a la cooperación económica mundial, a la unidad económica con los países vecinos y, progresivamente, con el resto de América. 
11. Sostenimiento de la política internacional de Yrigoyen.

Paradójicamente, la ruptura de la UCR entre unionistas e intransigentes, que parecía inevitable antes de las elecciones, no se produjo después debido a la fuerza unificadora que implicó el hecho de constituirse en el principal partido de oposición, y sobre todo por la fuertes restricciones y censura que el peronismo impuso a la actividad política de la oposición. El caso de Balbín, uno de los líderes del MIR y del bloque parlamentario radical, expulsado en 1949 por la mayoría peronistas de su banca de diputado y encarcelado en tres oportunidades, se constituyó en un símbolo de las persecuciones que el peronismo realizó contra todos los radicales, sin discriminar entre líneas internas.
Durante el curso del gobierno peronista los intransigentes fueron imponiendo su presencia y el retorno de la UCR al ideario yrigoyenista. Sin embargo, la permanencia de los unionistas dentro de la UCR, y la propia dinámica impuesta por el peronismo en la construcción del estado de bienestar y los derechos de la mujer, como el voto femenino, la igualdad de derechos entre hombres y mujeres establecido por la Constitución de 1949, impulsó un nuevo tipo de realineamiento interno en la UCR, relacionado ahora con la posición estratégica a adoptar frente al peronismo.
El 16 de septiembre de 1955 se produjo el golpe militar que derrocó al gobierno de Perón, llamado Revolución Libertadora. En la UCR se produjo inmediatamente un realineamiento relacionado con la postura frente al gobierno militar y al peronismo, ahora proscripto, que dividió al MIR.
El unionismo, que participó activamente en los movimientos insurreccionales que terminaron por derrocar a Perón, adoptó una posición de identificación con la Revolución Libertadora.
Los intransigentes del MIR por el contrario se dividieron. Un sector, encabezado por Frondizi, adoptó una posición crítica y de presión frente al gobierno militar, en tanto que otro sector, encabezado por Balbín, se sumó a los unionistas. Frente al peronismo, los intransigentes de Frondizi proponían establecer una relación de diálogo que impulsara la democratización del peronismo, en tanto que los intransigentes de Balbín y los unionistas postulaban la lisa y llana prohibición del peronismo y su represión.
Finalmente la fractura se produjo a fines de 1956. El MIR se reunió y el sector de Frondizi, mayoritario, sostuvo que la UCR debía presionar al gobierno militar hacia una salida electoral mediante la inmediata presentación de la candidatura de Frondizi, que era en ese momento presidente de la UCR, a presidente de la Nación. Frente a esa decisión, Balbín, en minoría, se retiró del MIR. Poco después, el 9 de noviembre se reunió en Tucumán la Convención Nacional de la UCR. El MIR llevó adelante la propuesta de "Frondizi para presidente", mientras que los balbinistas (ya separados del MIR), unionistas y sabattinistas, se opusieron. La Convención Nacional votó a favor de la propuesta intransigente y eligió a Arturo Frondizi como candidato a presidente de la Nación. Los unionistas, balbinistas y sabattinistas, abandonaron entonces la Convención y el 10 de febrero de 1957 formaron un nuevo partido: la Unión Cívica Radical del Pueblo (UCRP). Mientras tanto los intransigentes del MIR que seguían a Frondizi constituyeron la Unión Cívica Radical Intransigente.
La división de la UCR significó el fin del MIR. Sin embargo, los intransigentes de la UCRI sostendrán básicamente las propuestas políticas planteadas por la Declaración de Avellaneda. Sin embargo en la UCRI,  a poco de formarse, aparecieron dos sectores intransigentes. Uno de ellos, conducido por Frondizi y Frigerio, tendería a evolucionar hacia las nuevas concepciones desarrollistas difundidas desde la CEPAL, profundizando la relación con el peronismo, y construyendo un nuevo partido no radical en 1963: el Movimiento de Integración y Desarrollo. El otro sector, conducido por Oscar Alende, también relacionará los postulados de la Declaración de Avellaneda con el desarrollismo cepaliano, pero en una versión más vinculada con la Teoría de la Dependencia que impulsaran intelectuales como Sergio Bagú, Celso Furtado, Theotonio dos Santos y Aldo Ferrer, que lo llevará a una clara posición de izquierda, en alianza con el Partido Comunista, y a la creación en 1972 del Partido Intransigente (PI).
En la UCRP, el balbinismo en cambio tendería a fundirse con el unionismo, adoptando una posición conservadora, considerablemente alejada de las pautas de la Declaración de Avellaneda. Sin    embargo, a partir del golpe militar de Onganía, en 1966, la agrupación radical estudiantil Franja Morada, la Junta Coordinadora Nacional y el alfonsinismo, grupos que confluirán en la fundación en 1972 del Movimiento de Renovación y Cambio, desarrollarían en el seno de la UCRP (UCR desde 1972) una postura de centro-izquierda, que haciendo foco en un programa de "liberación nacional", retomó en gran medida los postulados intransigentes de la Declaración de Avellaneda y el MIR.

### Periodos históricos
- Historia de la Unión Cívica Radical (1916-1930)
- Historia de la Unión Cívica Radical (1903-1916)
- Historia de la Unión Cívica Radical (1930-1943)
- Historia de la Unión Cívica Radical (1943-1955)
- Historia de la Unión Cívica Radical (1955-1972)
- Historia de la Unión Cívica Radical (1990-2000)

### Levantamientos armados
- Revolución del Parque (1890)
- Revolución radical de 1893
- Revolución radical de 1905
- Revolución radical de 1932

### Emblemas partidarios
- Escudo de la UCR
- Marcha Radical
- Pluma y martillo

### Instituciones orgánicas
- Comité Nacional de la Unión Cívica Radical
- Convención Nacional de la Unión Cívica Radical
- Juventud Radical
- Franja Morada
- Organización de Trabajadores Radicales
- Instituto Lebensohn

### Grupos internos
- Alfonsinismo
- Corriente de Opinión Nacional
- Fuerza de Orientación Radical de la Joven Argentina
- Junta Coordinadora Nacional
- Juventud Radical Revolucionaria
- Klan Radical
- Lencinismo
- Línea Nacional
- Movimiento de Renovación y Cambio
- Radical unionista
- Radicales K
- Cantera Popular
- Movimiento para la Democracia Social
- Movimiento de Renovación Nacional
- Movimiento Arturo Illia
- Balbinismo
- Juventud Radical En Lucha
- Movimiento Juvenil de Agitación y Lucha
- Movimiento de la Juventud Radical (MJR)

### Partidos derivados
- Unión Cívica Radical Bloquista
- Unión Cívica Radical Antipersonalista
- Unión Cívica Radical del Pueblo
- Unión Cívica Radical Junta Renovadora
- Unión Cívica Radical Unificada
- Partido Intransigente (ex UCRI)
- Afirmación de una República Igualitaria
- Generación para un Encuentro Nacional
- Recrear para el Crecimiento